# Liste der Naturdenkmale in Sonnenberg-Winnenberg
Die Liste der Naturdenkmale in Sonnenberg-Winnenberg nennt die im Gemeindegebiet von Sonnenberg-Winnenberg ausgewiesenen Naturdenkmale (Stand 15. Juli 2013).

## Naturdenkmale
| Nr.         | Bezeichnung | Lage                                         | Beschreibung | Bild                                    |
| ----------- | ----------- | -------------------------------------------- | ------------ | --------------------------------------- |
| ND-7134-384 | Dicke Eiche | Winnenberg, Hauptstraße, oberhalb Nr. 6 Lage | Quercus sp.  | Direkt Bild zu diesem Denkmal hochladen |